# Johnsons-Gletscher
Johnsons-Gletscher (spanisch Glaciar Johnsons) ist ein Gletscher auf der Livingston-Insel im Archipel der Südlichen Shetlandinseln. Er fließt vom Hurd Dome in nordwestlicher Richtung zum Johnsons Dock.
Teilnehmer einer von 1994 bis 1995 dauernden spanischen Antarktisexpedition benannten ihn in Anlehnung an die Benennung des Johnsons Dock. Dessen Namensgeber ist der US-amerikanische Kapitän Robert Johnson [sic!], der mit dem Robbenfänger Jane Maria zwischen 1820 und 1821 vor den Südlichen Shetlandinseln operierte. 